# 菅沼貞景
菅沼 貞景（すがぬま さだかげ、生年不明 - 永禄12年<1569年>1月）は、戦国時代の三河国の武将。長篠菅沼家5代当主。

## 生涯
菅沼元直の長男として生まれる。母は分かっていない。
曽祖父は長篠城を築いた菅沼元成。
妻は分かっていないが子に徳川家康と戦った菅沼正貞がいる。
1569年に討死した。

## 系譜
父：菅沼元直
母：不明
妻：不明　
　子：菅沼正貞